# Olympic Sinh học Quốc tế
Olympic Sinh học quốc tế (tiếng Anh: International Biology Olympiad, tên viết tắt là IBO) là một kỳ thi Olympic khoa học dành cho học sinh trung học phổ thông. Sau Olympic Toán học quốc tế, các Olympic quốc tế về học thuật đã lần lượt ra đời dưới sự bảo trợ của Liên Hợp Quốc vào thập niên 1960 (lúc đầu chủ yếu ở Đông Âu). Chương trình dần dần mở rộng, và có hơn 70 nước tham gia trên khắp năm châu. IBO là một trong những loại Olympic trong đó. Mỗi nước tham gia Olympic IBO sẽ gửi bốn người từng thắng cuộc trong kỳ thi Olympic Sinh học quốc gia của nước họ tới IBO. Thường có một trưởng nhóm và hai quan sát viên hoặc hội thẩm viên sẽ đi kèm những thí sinh này.

## Mục đích
Mục đích của IBO là để thúc đẩy sự nghiệp khoa học cho những học sinh tài năng và nhấn mạnh tầm quan trọng của sinh học trong xã hội chúng ta hiện nay. IBO cũng tạo ra cơ hội lớn để so sánh các phương pháp giáo dục và trao đổi kinh nghiệm. Đây là thông tin hữu ích để cải thiện giáo dục sinh học ở cấp độ quốc gia. Vì việc tổ chức Olympic quốc gia đòi hỏi sự hợp tác của nhiều tổ chức, chẳng hạn như Bộ giáo dục, công nghiệp, hiệp hội giáo viên, đại học và trường học nên giao tiếp và hợp tác giữa các tổ chức trên được thúc đẩy và tăng cường. Cuối cùng, IBO khuyến khích liên lạc giữa học sinh và giáo viên từ nhiều quốc gia trong một môi trường thân thiện. Để biểu dương điều này, cả học sinh và giáo viên đều tuyên thệ hành xử theo nguyên tắc công bằng.

## Quy chế thi
Kỳ thi gồm có phần thi lý thuyết và phần thực hành. Các bài kiểm tra lý thuyết bao phủ một phạm vi rộng lớn ngành Sinh học: Sinh học Tế bào, Sinh học Phân tử, Giải phẫu và sinh lý học thực vật, Giải phẫu và sinh lý học động vật, Tập tính học, di truyền học và sự tiến hoá, sinh thái, và biosystematics. Điểm số được tỉ lệ hóa sao cho phần lý thuyết và phần thực hành đều chiếm tỉ trọng khoảng năm mươi phần trăm.
Các thí sinh được xếp hạng dựa trên điểm số cá nhân của họ. Các điểm số này dựa trên kết quả bài kiểm tra lý thuyết và bài kiểm tra thực nghiệm, mỗi phần chiếm khoảng năm mươi phần trăm tổng điểm chung cuộc. Huy chương Vàng sẽ được trao cho top 10% số học sinh tham gia, Huy chương Bạc trao cho 20% số học sinh tiếp theo, và Huy chương Đồng trao cho 30% số học sinh tiếp đó. Mặc dù đã có lời tuyên thệ hành xử công bằng, một học sinh đã từng bị phát hiện gian lận và đã bị loại.

### Ngôn ngữ
Ngôn ngữ chính thức của IBO là tiếng Anh. Để tạo cơ hội bình đẳng cho tất cả thí sinh, các bài kiểm tra sẽ được dịch trước ngày thi. Lãnh đạo và hội thẩm đoàn riêng mỗi nước sẽ thực hiện việc dịch bài thi về tiếng mẹ đẻ. Điều này có nghĩa là họ sẽ biết rõ đề thi. Vì vậy, những người đó và thí sinh bị buộc ở cách ly nhau.

## Mục tiêu của thí sinh
Các mục tiêu mà mỗi thí sinh hy vọng sẽ đạt được trong kỳ thi IBO có thể rất khác nhau, thay đổi từ mục tiêu giành huy chương cho đến mục tiêu giao lưu, khám phá tương tác giữa các nền văn hóa.

## Các IBO trong quá khứ
Mỗi năm IBO được tổ chức ở một nước khác nhau.
| Lần thứ | Thành phố                       | Nước chủ nhà                         | Thời gian                       | Số quốc gia tham dự |
| ------- | ------------------------------- | ------------------------------------ | ------------------------------- | ------------------- |
| 1       | Olomouc                         | Tiệp khắc                            | 1–7 tháng 7 năm 1990            | 6                   |
| 2       | Makhachkala                     | Liên Xô                              | 1–7 tháng 7 năm 1991            | 9                   |
| 3       | Poprad                          | Tiệp Khắc                            | 6–12 tháng 7 năm 1992           | 12                  |
| 4       | Utrecht                         | Hà Lan                               | 4–11 tháng 7 năm 1993           | 15                  |
| 5       | Varna                           | Bulgaria                             | 3–10 tháng 7 năm 1994           | 18                  |
| 6       | Bangkok                         | Thái Lan                             | 2–9 tháng 7 năm 1995            | 22                  |
| 7       | Artek                           | Ukraina                              | 30 tháng 6 – 7 tháng 7 năm 1996 | 23                  |
| 8       | Ashgabat                        | Turkmenistan                         | 13–20 tháng 7 năm 1997          | 28                  |
| 9       | Kiel                            | Đức                                  | 19–26 tháng 7 năm 1998          | 33                  |
| 10      | Uppsala                         | Thụy Điển                            | 4–11 tháng 7 năm 1999           | 36                  |
| 11      | Antalya                         | Thổ Nhĩ Kỳ                           | 9–16 tháng 7 năm 2000           | 38                  |
| 12      | Brussels                        | Bỉ                                   | 8–15 tháng 7 năm 2001           | 38                  |
| 13      | Jūrmala và Riga                 | Latvia                               | 7–14 tháng 7 năm 2002           | 40                  |
| 14      | Minsk                           | Belarus                              | 8–16 tháng 7 năm 2003           | 41                  |
| 15      | Brisbane                        | Úc                                   | 11–18 tháng 7 năm 2004          | 40                  |
| 16      | Bắc Kinh                        | Trung Quốc                           | 10–17 tháng 7 năm 2005          | 50                  |
| 17      | Rio Cuarto                      | Argentina                            | 9–16 tháng 7 năm 2006           | 48                  |
| 18      | Saskatoon                       | Canada                               | 15–22 tháng 7 năm 2007          | 49                  |
| 19      | Mumbai                          | Ấn Độ                                | 13–20 tháng 7 năm 2008          | 55                  |
| 20      | Tsukuba                         | Nhật Bản                             | 12–19 tháng 7 năm 2009          | 56                  |
| 21      | Changwon                        | Hàn Quốc                             | 11–18 tháng 7 năm 2010          | 58                  |
| 22      | Đài Bắc                         | Đài Loan                             | 10–17 tháng 7 năm 2011          | 58                  |
| 23      | Singapore                       | Singapore                            | 8–15 tháng 7 năm 2012           | 59                  |
| 24      | Bern                            | Thụy Sĩ                              | 14–21 tháng 7 năm 2013          | 62                  |
| 25      | Bali                            | Indonesia                            | 6–13 tháng 7 năm 2014           | 61                  |
| 26      | Aarhus                          | Đan Mạch                             | 12–19 tháng 7 năm 2015          | 62                  |
| 27      | Hà Nội                          | Việt Nam                             | 17–24 tháng 7 năm 2016          | 68                  |
| 28      | Coventry                        | Anh                                  | 23–30 tháng 7 năm 2017          | 64                  |
| 29      | Tehran                          | Iran                                 | 15–22 tháng 7 năm 2018          | 68                  |
| 30      | Szeged                          | Hungary                              | 14-21 tháng 7 năm 2019          | 72                  |
| 31      | Nagasaki (hình thức trực tuyến) | Nhật Bản                             | 11-24 tháng 8 năm 2020          | 47+5                |
| 32      | Lisbon (hình thức trực tuyến)   | Bồ Đào Nha                           | 18-23 tháng 7 năm 2021          | 72                  |
| 33      | Yerevan                         | Armenia                              | 10-18 tháng 7 năm 2022          | 62                  |
| 34      | Al Ain                          | Các Tiểu vương quốc Ả Rập Thống nhất | 3-11 tháng 7 năm 2023           | 76                  |
| 35      | Astana                          | Kazakhstan                           | 7-14 tháng 7 năm 2024           | 74                  |
| 36      | Quezon City                     | Philippines                          | 20-27 tháng 7 năm 2025          |                     |
| 37      | Vilnius                         | Litva                                |                                 |                     |
| 38      | Warsaw                          | Ba Lan                               |                                 |                     |
| 39      |                                 | Hà Lan                               |                                 |                     |
| 40      |                                 | Cộng hoà Séc                         |                                 |                     |